# Palaeosauriscus
Palaeosauriscus là một chi khủng long, được Kuhn mô tả khoa học năm 1959.